# 健康こどもっち
健康こどもっち（けんこう-）は、1998年4月10日から2000年3月10日までNHK BS2で放送されていたこども番組。1999年度の番組名は末尾に「!」が付く。

## 概要
成長期の子どもの身体についてCGや模型を使って分かりやすく解説する健康バラエティ番組。

## 放送時間
| 期間                           | 放送時間             |
| ------------------------------ | -------------------- |
| 1998年04月10日 - 1998年9月25日 | 金曜日 18:33 - 18:58 |
| 1998年10月03日 - 1999年3月27日 | 土曜日 18:33 - 18:58 |
| 1999年04月09日 - 2000年3月10日 | 金曜日 18:30 - 18:55 |

## 出演者
- お父さん - ガダルカナル・タカ
  - オモチャ職人
- お母さん - 磯野貴理子
  - 専業主婦
- マリ - 篠原麻里
  - 長女（1998年度）
- マサナオ - 島田正直
  - 長男
- ツバサ - 中村翼
  - 次男
- アヤ - 平野綾
  - 長女（1999年度）
- 工藤佑
- 杉田諒